# Mikael Bolyos
Mikael Bolyos (Estocolmo, 6 de abril de 1957) es un músico sueco.

## Discografía

### Sencillos
- «Stars and Bars» 1979
- «Sky-Why/Co-Co» 1981
- «Gå Tillbaks till gå» 1982
- «Aldrig mer" 1983
- «When the Lord is About to Come» 5 de abril de 2007.
- «Me & My Guitar» 25 de mayo de 2007.

### Música en el cine
- «Sant är Livet»